# Phrurolithus duncani
Phrurolithus duncani är en spindelart som först beskrevs av Chamberlin 1925.  Phrurolithus duncani ingår i släktet Phrurolithus och familjen flinkspindlar. Inga underarter finns listade i Catalogue of Life.